# 圣马丹德普兰
圣马丹德普兰（法語：Saint-Martin-des-Plains，法語發音：[sɛ̃ maʁtɛ̃ de plɛ̃]）是法国多姆山省的一个市镇，位于该省南部，属于伊苏瓦尔区。

## 地理
圣马丹德普兰（45°29'29"N, 3°19'12"E）面积3.87 平方千米，位于法国奥弗涅-罗讷-阿尔卑斯大区多姆山省，该省份为法国中南部省份，北起阿列省接壤，东临卢瓦尔省，南至上盧瓦爾省和康塔爾省，西接科雷兹省和克勒兹省。
与圣马丹德普兰接壤的市镇（或旧市镇、城区）包括：邦萨、拉蒙日、诺内特-奥尔索内特、莱普拉多、圣雷米德沙尔尼亚。

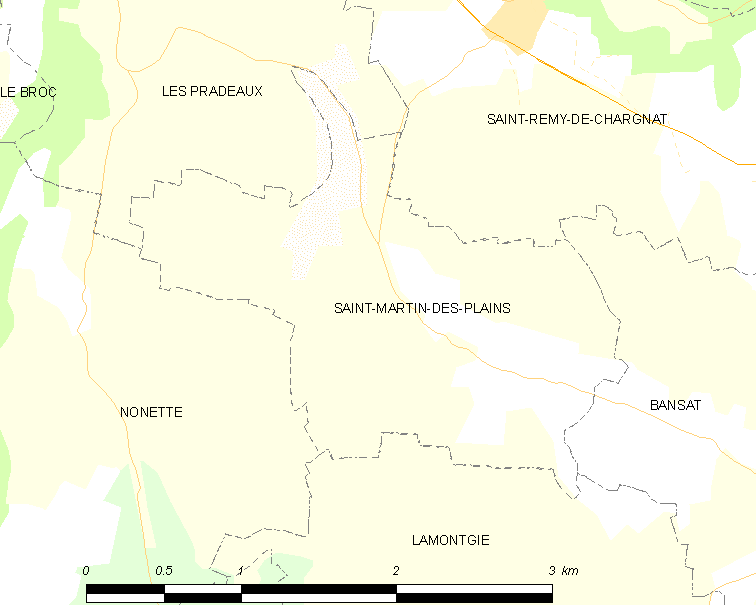
圣马丹德普兰的OSM定位图

圣马丹德普兰的时区为UTC+01:00、UTC+02:00（夏令时）。

## 行政
圣马丹德普兰的邮政编码为63570，INSEE市镇编码为63375。

## 政治
圣马丹德普兰所属的省级选区为布拉萨克莱米讷县。

## 人口

1962-2008年间圣马丹德普兰人口变化图示

圣马丹德普兰于2022年1月1日时的人口数量为178人。